# Sindrome WAGR
Per sindrome WAGR in campo medico, si intende una sindrome genetica rara, un insieme di anomalie che si manifestano nella persona contemporaneamente. Il termine WAGR deriva dai quattro sintomi principali che caratterizzano la malattia.

## Eziologia
La causa è la delezione del cromosoma 11 (11p13).

## Sintomatologia
I sintomi e i segni clinici presentano tumore di Wilms, aniridia (ma anche altri disturbi oculari come il nistagmo o glaucoma), anomalie a livello genitourinario (come agenesia renale e il gonadoblastoma), ritardo mentale. Altre di origine cardiopatica come la tetralogia di Fallot.

## Prognosi
Tre sono i fattori che regolano la prognosi, il più grave è quello associato alla massa tumorale che regola la sopravvivenza, gli altri due sono i disturbi visivi e il ritardo mentale che rimangono nella persona.